# Esphalmenus
Esphalmenus – rodzaj skorków z rodziny Pygidicranidae, jedyny z monotypowej podrodziny Esphalmeninae.
Skorki o ciele długości od 7 do 15 mm. Zwykle ubarwione są ciemno. Jasna barwa występować może na czułkach, odnóżach, bocznych brzegach przedplecza i przysadkach odwłokowych. Człony czułków są stosunkowo długie. Odnóża cechuje brak aroliów między pazurkami stóp. Odwłok samca jest rozszerzony ku tyłowi aż do samego wierzchołka, natomiast u samicy najpierw rozszerzający się, a potem zwężający (wrzecionowaty). U samca tylny brzeg przedostatniego sternitu odwłoka różni się często między gatunkami i stanowi przydatną cechę przy ich oznaczaniu. Przysadki odwłokowe mają od 0,5 do 3,75 mm długości i wykształcone są w szczypce. U samca są one szeroko odseparowane, a ich kształt jest smukły i łukowato wygięty. U samic są one mniej łukowate, położone bliżej siebie i krótsze. Narządy rozrodcze samców, podobnie jak u innych Pygidicranidae, charakteryzują się obecnością dwóch tak samo skierowanych płatów dystalnych, z których każdy zaopatrzony jest w wirgę.
Takson ograniczony jest w swym zasięgu do Ameryki Południowej (większość gatunków) i Południowej Afryki (3 gatunki). W tej pierwszej zasiedla Andy od Ekwadoru na północy po Ziemie Ognistą na południu, w tej drugiej Prowincję Przylądkową Zachodnią i Góry Smocze. Większość gatunków występuje na rzędnych od 800 do 5000 m n.p.m.
Rodzaj i podrodzina wprowadzone zostały w 1909 roku przez Malcolma Burra. Dotychczas opisano 18 należących doń gatunków:
- Esphalmenus argentinus Hincks, 1959
- Esphalmenus basidentatus Brindle, 1984
- Esphalmenus camposi (Borelli, 1907)
- Esphalmenus capensis Brindle, 1967
- Esphalmenus dentatus Hincks, 1959
- Esphalmenus ecarinatus Brindle, 1973
- Esphalmenus holmi Steinmann, 1984
- Esphalmenus inca (Burr, 1903)
- Esphalmenus kuscheli Hincks, 1959
- Esphalmenus lativentris (Philippi, 1863)
- Esphalmenus mucronatus Hincks, 1959
- Esphalmenus nigrinus Brindle, 1984
- Esphalmenus peringueyi (de Bormans, 1900)
- Esphalmenus porteri Burr, 1913
- Esphalmenus rostratus Brindle, 1984
- Esphalmenus silvestri (Borelli, 1902)
- Esphalmenus vulcani Bharadwaj & Kapoor, 1967
- Esphalmenus weidneri Brindle, 1966